# Arij Kamen'
Arij Kamen' (in russo Арий Камень) è una piccola isola del gruppo del Commodoro, amministrativamente appartiene all'Aleutskij rajon del Krai di Kamčatka, in Russia. Le isole del Commodoro sono la parte più orientale dell'arcipelago delle Aleutine.
L'isoletta ha una circonferenza di 1 km e un'altezza di 53 m e si trova 8,5 km ad ovest della punta nord-est dell'isola di Bering. L'isola è popolata da uccelli e leoni marini..

## Note

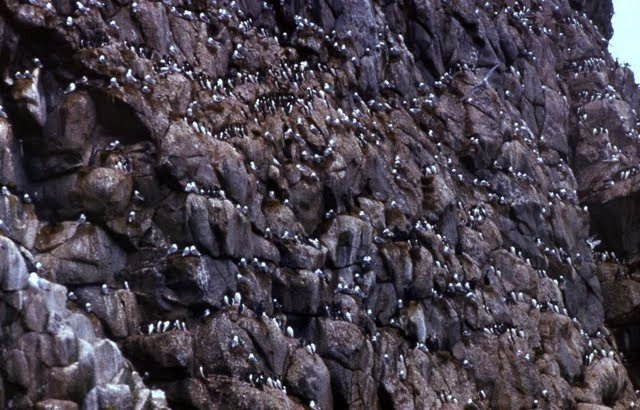
Птичий базар